# Prima Divisione Emilia-Romagna 1945-1946
Fu il quarto livello del campionato italiano di calcio e la 23ª edizione della Prima Divisione nonostante il declassamento subito da quando fu istituita. Il campionato fu organizzato e gestito dalle Leghe Regionali che emanavano autonomamente anche le promozioni in Serie C e le retrocessioni.
Questi sono i gironi organizzati dalla Lega Regionale Emiliana per la regione Emilia. 

## Stagione
- 86 furono le squadre partecipanti al campionato emiliano.

## Girone A

### Squadre partecipanti
| Club             | Città          | Stagione precedente |
| ---------------- | -------------- | ------------------- |
| U.S. Alfonsinese | Alfonsine (RA) |                     |
| U.S. Russi       | Russi (RA)     |                     |
|                  |                |                     |
|                  |                |                     |
|                  |                |                     |
|                  |                |                     |
|                  |                |                     |
|                  |                |                     |
|                  |                |                     |
|                  |                |                     |

### Classifica finale
|  | Pos. | Squadra     | Pt | G  | V | N | P | GF | GS | DR |
|  | ---- | ----------- | -- | -- | - | - | - | -- | -- | -- |
|  | 1.   | ???         | ?? | 18 |   |   |   |    |    |    |
|  | 2.   | ???         | ?? | 18 |   |   |   |    |    |    |
|  | 3.   | Alfonsinese | ?? | 18 |   |   |   |    |    |    |
|  | 4.   | ???         | ?? | 18 |   |   |   |    |    |    |
|  | 5.   | Russi       | ?? | 18 |   |   |   |    |    |    |
|  | 6.   | ???         | ?? | 18 |   |   |   |    |    |    |
|  | 7.   | ???         | ?? | 18 |   |   |   |    |    |    |
|  | 8.   | ???         | ?? | 18 |   |   |   |    |    |    |
|  | 9.   | ???         | ?? | 18 |   |   |   |    |    |    |
|  | 10.  | ???         | ?? | 18 |   |   |   |    |    |    |

Legenda:

      Ammesso alle finali regionali.
      Retrocesso in Seconda Divisione.
Regolamento:
Due punti a vittoria, uno a pareggio, zero a sconfitta.

## Girone B

### Squadre partecipanti
| Club                        | Città                  | Stagione precedente |
| --------------------------- | ---------------------- | ------------------- |
| F.C. Cattolica              | Cattolica (FO)         |                     |
| A.S. Cervia                 | Cervia (RA)            |                     |
| U.S. Cesenatico             | Cesenatico (FO)        |                     |
| Rimini Calcio (B = riserve) | Rimini (FO)            |                     |
| S.S. Sammaurese             | San Mauro Pascoli (FO) |                     |
|                             |                        |                     |
|                             |                        |                     |
|                             |                        |                     |
|                             |                        |                     |
|                             |                        |                     |
|                             |                        |                     |
|                             |                        |                     |
|                             |                        |                     |

### Classifica finale
|  | Pos. | Squadra    | Pt      | G  | V | N | P | GF | GS | DR |
|  | ---- | ---------- | ------- | -- | - | - | - | -- | -- | -- |
|  | 1.   | Sammaurese | ??      | ?? |   |   |   |    |    |    |
|  | 2.   | ???        | ??      | ?? |   |   |   |    |    |    |
|  | 3.   | ???        | ??      | ?? |   |   |   |    |    |    |
|  | 4.   | ???        | ??      | ?? |   |   |   |    |    |    |
|  | 5.   | ???        | ??      | ?? |   |   |   |    |    |    |
|  | 6.   | ???        | ??      | ?? |   |   |   |    |    |    |
|  | 7.   | ???        | ??      | ?? |   |   |   |    |    |    |
|  | 8.   | Cervia     | 17      | ?? |   |   |   |    |    |    |
|  | 9.   | ???        | ??      | ?? |   |   |   |    |    |    |
|  | 10.  | ???        | ??      | ?? |   |   |   |    |    |    |
|  | 11.  | ???        | ??      | ?? |   |   |   |    |    |    |
|  | --   | Cesenatico | Escluso |    |   |   |   |    |    |    |

Legenda:

      Ammesso alle finali regionali.
      Retrocesso in Seconda Divisione.
      Escluso dal campionato.
Regolamento:
Due punti a vittoria, uno a pareggio, zero a sconfitta.

## Girone C

### Squadre partecipanti
| Club | Città | Stagione precedente |
| ---- | ----- | ------------------- |
|      |       |                     |
|      |       |                     |
|      |       |                     |
|      |       |                     |
|      |       |                     |
|      |       |                     |
|      |       |                     |
|      |       |                     |
|      |       |                     |
|      |       |                     |

### Classifica finale
|  | Pos. | Squadra | Pt | G  | V | N | P | GF | GS | DR |
|  | ---- | ------- | -- | -- | - | - | - | -- | -- | -- |
|  | 1.   | ???     | ?? | 18 |   |   |   |    |    |    |
|  | 2.   | ???     | ?? | 18 |   |   |   |    |    |    |
|  | 3.   | ???     | ?? | 18 |   |   |   |    |    |    |
|  | 4.   | ???     | ?? | 18 |   |   |   |    |    |    |
|  | 5.   | ???     | ?? | 18 |   |   |   |    |    |    |
|  | 6.   | ???     | ?? | 18 |   |   |   |    |    |    |
|  | 7.   | ???     | ?? | 18 |   |   |   |    |    |    |
|  | 8.   | ???     | ?? | 18 |   |   |   |    |    |    |
|  | 9.   | ???     | ?? | 18 |   |   |   |    |    |    |
|  | 10.  | ???     | ?? | 18 |   |   |   |    |    |    |

Legenda:

      Ammesso alle finali regionali.
      Retrocesso in Seconda Divisione.
Regolamento:
Due punti a vittoria, uno a pareggio, zero a sconfitta.

## Girone D

### Squadre partecipanti
| Club                                  | Città                         | Stagione precedente |
| ------------------------------------- | ----------------------------- | ------------------- |
| U.S. Altedo                           | Altedo (BO)                   |                     |
| A.G.C. Budrio                         | Budrio (BO)                   |                     |
| A.S. Castelguelfo                     | Castel Guelfo di Bologna (BO) |                     |
| U.S. Castel San Pietro                | Castel San Pietro Terme (BO)  |                     |
| S.S. Guido Buscaroli                  | Conselice (RA)                |                     |
| G.S. Imolese "F. Zardi" (B = riserve) | Imola (BO)                    |                     |
| A.C. Massalombarda                    | Massa Lombarda (RA)           |                     |
| U.S. Medicinese                       | Medicina (BO)                 |                     |
| Pol. Molinella                        | Molinella (BO)                |                     |
| Pol. Sesto Imolese                    | Imola (BO)                    |                     |

### Classifica finale
|  | Pos. | Squadra                   | Pt | G  | V | N | P  | GF | GS | DR  |
|  | ---- | ------------------------- | -- | -- | - | - | -- | -- | -- | --- |
|  | 1.   | Guido Buscaroli Conselice | 30 | 18 |   |   |    |    |    |     |
|  | 2.   | ???                       | ?? | 18 |   |   |    |    |    |     |
|  | 3.   | ???                       | ?? | 18 |   |   |    |    |    |     |
|  | 4.   | ???                       | ?? | 18 |   |   |    |    |    |     |
|  | 5.   | ???                       | ?? | 18 |   |   |    |    |    |     |
|  | 6.   | ???                       | ?? | 18 |   |   |    |    |    |     |
|  | 7.   | ???                       | ?? | 18 |   |   |    |    |    |     |
|  | 8.   | ???                       | ?? | 18 |   |   |    |    |    |     |
|  | 9.   | Molinella (-1)            | 5  | 18 | 1 | 4 | 13 | 10 | 34 | -24 |
|  | 10.  | ???                       | ?? | 18 |   |   |    |    |    |     |

Legenda:

      Ammesso alle finali regionali.
      Retrocesso in Seconda Divisione.
Regolamento:
Due punti a vittoria, uno a pareggio, zero a sconfitta.
Note:
Molinella ha scontato 1 punto di penalizzazione in classifica per una rinuncia.

## Girone E

### Squadre partecipanti
| Club                       | Città   | Stagione precedente |
| -------------------------- | ------- | ------------------- |
| U.S. Ancora                | Bologna |                     |
| Bologna F.C. (B = riserve) | Bologna |                     |
| A.S. Bolognina             | Bologna |                     |
| Bonvicini                  | ?       |                     |
| Casaralta                  | Bologna |                     |
| U.S. Corticella            | Bologna |                     |
| S.G. Fortitudo             | Bologna |                     |
| A.C. Panigal (B = riserve) | Bologna |                     |
| Pontelungo                 | Bologna |                     |
| Savena F.C.                | Bologna |                     |

### Classifica finale
|  | Pos. | Squadra    | Pt | G  | V | N | P | GF | GS | DR |
|  | ---- | ---------- | -- | -- | - | - | - | -- | -- | -- |
|  | 1.   | Corticella | ?? | 18 |   |   |   |    |    |    |
|  | 2.   | ???        | ?? | 18 |   |   |   |    |    |    |
|  | 3.   | ???        | ?? | 18 |   |   |   |    |    |    |
|  | 4.   | ???        | ?? | 18 |   |   |   |    |    |    |
|  | 5.   | ???        | ?? | 18 |   |   |   |    |    |    |
|  | 6.   | ???        | ?? | 18 |   |   |   |    |    |    |
|  | 7.   | ???        | ?? | 18 |   |   |   |    |    |    |
|  | 8.   | ???        | ?? | 18 |   |   |   |    |    |    |
|  | 9.   | ???        | ?? | 18 |   |   |   |    |    |    |
|  | 10.  | ???        | ?? | 18 |   |   |   |    |    |    |

Legenda:

      Ammesso alle finali regionali.
      Retrocesso in Seconda Divisione.
Regolamento:
Due punti a vittoria, uno a pareggio, zero a sconfitta.

## Girone F

### Squadre partecipanti
| Club                           | Città                                | Stagione precedente |
| ------------------------------ | ------------------------------------ | ------------------- |
| Bazzano Sportiva               | Bazzano (BO)                         |                     |
| Castelfranco F.C.              | Castelfranco Emilia (MO)             |                     |
| S.S. Crespellanese             | Crespellano (BO)                     |                     |
| U.C. Crevalcorese              | Crevalcore (BO)                      |                     |
| U.S. Mirandolese (B = riserve) | Mirandola (MO)                       |                     |
| Modena F.C. (B = riserve)      | Modena                               |                     |
| A.C. Persicetana               | San Giovanni in Persiceto (BO)       |                     |
| Piumazzo Sportiva              | Piumazzo di Castelfranco Emilia (MO) |                     |
| U.S. Pro Patria                | San Felice sul Panaro (MO)           |                     |
| S.P. Sant'Agata Bolognese      | Sant'Agata Bolognese (BO)            |                     |
| Sassuolo Sportiva              | Sassuolo (MO)                        |                     |
| U.S. Vignolese                 | Vignola (MO)                         |                     |

### Classifica finale
|  | Pos. | Squadra              | Pt       | G  | V  | N | P  | GF | GS | DR  |
|  | ---- | -------------------- | -------- | -- | -- | - | -- | -- | -- | --- |
|  | 1.   | Crevalcorese         | 29       | 20 | 14 | 1 | 5  | 48 | 26 | +22 |
|  | 1.   | Modena (B)           | 29       | 20 | 14 | 1 | 5  | 37 | 19 | +18 |
|  | 3.   | Persicetana          | 26       | 20 | 12 | 2 | 6  | 49 | 19 | +30 |
|  | 3.   | Vignolese            | 26       | 20 | 10 | 6 | 4  | 41 | 28 | +13 |
|  | 3.   | Castelfranco         | 26       | 20 | 10 | 6 | 4  | 32 | 26 | +6  |
|  | 6.   | Pro Patria           | 21       | 20 | 8  | 5 | 7  | 30 | 24 | +6  |
|  | 7.   | Bazzano              | 20       | 20 | 7  | 6 | 7  | 28 | 30 | -2  |
|  | 7.   | Piumazzo             | 20       | 20 | 8  | 4 | 8  | 28 | 31 | -3  |
|  | 9.   | Sassuolo             | 11       | 20 | 4  | 3 | 13 | 26 | 40 | -14 |
|  | 10.  | Sant'Agata Bolognese | 6        | 20 | 1  | 4 | 15 | 21 | 41 | -20 |
|  | 11.  | Crespellanese        | 4        | 20 | 2  | 0 | 18 | 16 | 76 | -60 |
|  | --   | Mirandolese (B)      | Ritirato |    |    |   |    |    |    |     |

Legenda:

      Ammesso alle finali regionali.
      Retrocesso in Seconda Divisione.
      Ritirato e retrocesso in Seconda Divisione 1948-1949.
 Inattivo la stagione successiva.
Regolamento:
Due punti a vittoria, uno a pareggio, zero a sconfitta.

## Girone G

### Squadre partecipanti
| Club                         | Città                        | Stagione precedente |
| ---------------------------- | ---------------------------- | ------------------- |
| Argilese                     | Castello d'Argile (BO)       |                     |
| U.S. Bondenese (B = riserve) | Bondeno (FE)                 |                     |
| U.S. Casumarese              | Casumaro di Cento (FE)       |                     |
| S.P. Centese (B = riserve)   | Cento (FE)                   |                     |
| U.S. Copparese               | Copparo (FE)                 |                     |
| A.S. Decima                  | San Matteo della Decima (BO) |                     |
| F.C. Finale (B = riserve)    | Finale Emilia (MO)           |                     |
| S.S. Mirabello               | Mirabello (FE)               |                     |
| S.P.A.L. (B = riserve)       | Ferrara                      |                     |
| S.C. San Pietro              | San Pietro in Casale (BO)    |                     |
| S.P. Sant'Agostino           | Sant'Agostino (FE)           |                     |
| Scortichino                  | Scortichino di Bondeno (FE)  |                     |
| S.S. Vigaranese              | Vigarano Mainarda (FE)       |                     |

### Classifica finale
|  | Pos. | Squadra                | Pt       | G  | V | N | P | GF | GS | DR |
|  | ---- | ---------------------- | -------- | -- | - | - | - | -- | -- | -- |
|  | 1.   | Copparese              | 38       | 22 |   |   |   |    |    |    |
|  | 2.   | Sant'Agostino          | 37       | 22 |   |   |   |    |    |    |
|  | 3.   | Argilese               | 29       | 22 |   |   |   |    |    |    |
|  | 4.   | Casumarese             | 27       | 22 |   |   |   |    |    |    |
|  | 5.   | San Pietro             | 25       | 22 |   |   |   |    |    |    |
|  | 6.   | Vigaranese             | 21       | 22 |   |   |   |    |    |    |
|  | 7.   | Centese (B)            | 16       | 22 |   |   |   |    |    |    |
|  | 7.   | SPAL (B) (-2)          | 16       | 22 |   |   |   |    |    |    |
|  | 9.   | Mirabello (-1)         | 15       | 22 |   |   |   |    |    |    |
|  | 10.  | Finale Emilia (B) (-2) | 13       | 22 |   |   |   |    |    |    |
|  | 11.  | Scortichino            | 8        | 22 |   |   |   |    |    |    |
|  | 11.  | Decima                 | 8        | 22 |   |   |   |    |    |    |
|  | --.  | Bondenese (B)          | Ritirata |    |   |   |   |    |    |    |

Legenda:

      Ammesso alle finali regionali.
      Retrocesso in Seconda Divisione.
      Ritirato e retrocesso in Seconda Divisione 1948-1949.
Regolamento:
Due punti a vittoria, uno a pareggio, zero a sconfitta.
Note:
Mirabello ha scontato 1 punto di penalizzazione in classifica per una rinuncia.
Finale Emilia e SPAL B hanno scontato 2 punti di penalizzazione in classifica per due rinunce.

## Girone H

### Squadre partecipanti
| Club                       | Città                                | Stagione precedente |
| -------------------------- | ------------------------------------ | ------------------- |
| Basilicanova               | Basilicanova di Montechiarugolo (PR) |                     |
| U.S. Borgotarese           | Borgo Val di Taro (PR)               |                     |
| U.S. Colornese             | Colorno (PR)                         |                     |
| A.C. Fidenza (B = riserve) | Fidenza (PR)                         |                     |
| Noceto A.C.                | Noceto (PR)                          |                     |
| Parma A.S. (B = riserve)   | Parma                                |                     |
| Pesenti                    | Parma                                |                     |
| S.C. Sorbolo               | Sorbolo (PR)                         |                     |

### Classifica finale
|  | Pos. | Squadra        | Pt | G  | V  | N | P  | GF | GS | DR  |
|  | ---- | -------------- | -- | -- | -- | - | -- | -- | -- | --- |
|  | 1.   | Borgotarese    | 21 | 14 | 10 | 1 | 3  | 28 | 15 | +13 |
|  | 1.   | Pesenti        | 21 | 14 | 9  | 3 | 2  | 48 | 14 | +34 |
|  | 3.   | Noceto (-1)    | 17 | 14 | 9  | 0 | 5  | 27 | 24 | +3  |
|  | 4.   | Colornese      | 14 | 13 | 6  | 2 | 5  | 19 | 19 | 0   |
|  | 5.   | Basilicanova   | 11 | 14 | 5  | 1 | 8  | 22 | 33 | -11 |
|  | 6.   | Sorbolo        | 8  | 13 | 4  | 0 | 9  | 17 | 24 | -7  |
|  | 6.   | Parma (B) (-2) | 8  | 14 | 3  | 4 | 7  | 11 | 15 | -4  |
|  | 8.   | Fidenza (B)    | 7  | 14 | 3  | 1 | 10 | 18 | 41 | -23 |

Legenda:

      Ammesso alle finali regionali.
      Retrocesso in Seconda Divisione.
Regolamento:
Due punti a vittoria, uno a pareggio, zero a sconfitta.
Note:
Noceto ha scontato 1 punto di penalizzazione in classifica per una rinuncia.
Parma B ha scontato 2 punti di penalizzazione in classifica per due rinunce.
Colorno e Sorbolo una partita in meno.

### Spareggio per il primo posto in classifica
|             | Risultati |               | Luogo e data            |
| ----------- | --------- | ------------- | ----------------------- |
| Borgotarese | 3 - 2     | Pesenti Parma | Fidenza, 24 maggio 1946 |
|             |           |               |                         |

## Finali regionali

### Girone A

#### Squadre partecipanti
- Borgotarese
- Corticella
- Crevalcorese
- Guido Buscaroli Conselice

#### Classifica finale
|  | Pos. | Squadra                   | Pt | G | V | N | P | GF | GS | DR |
|  | ---- | ------------------------- | -- | - | - | - | - | -- | -- | -- |
|  | 1.   | Guido Buscaroli Conselice | ?? | ? |   |   |   |    |    |    |
|  | 2.   | Crevalcorese              | ?? | ? |   |   |   |    |    |    |
|  | 3.   | ???                       | ?? | ? |   |   |   |    |    |    |
|  | 4.   | ???                       | ?? | ? |   |   |   |    |    |    |

Legenda:

      Promosso in Serie C 1946-1947.
Regolamento:
Due punti a vittoria, uno a pareggio, zero a sconfitta.

### Girone B

#### Squadre partecipanti
- Copparese
- Sammaurese
- (Un'altra squadra)
- (Un'altra squadra)

#### Classifica
|  | Pos. | Squadra    | Pt | G | V | N | P | GF | GS | DR |
|  | ---- | ---------- | -- | - | - | - | - | -- | -- | -- |
|  | 1.   | Copparese  | ?? | ? |   |   |   |    |    |    |
|  | 2.   | Sammaurese | ?? | ? |   |   |   |    |    |    |
|  | 3.   | ???        | ?? | ? |   |   |   |    |    |    |
|  | 4.   | ???        | ?? | ? |   |   |   |    |    |    |

Legenda:

      Promosso in Serie C 1946-1947.
Regolamento:
Due punti a vittoria, uno a pareggio, zero a sconfitta.

### Verdetti finali
- Conselice e Copparese vincenti del titolo di campione regionale a pari merito.

Fonti